# Kunst im öffentlichen Raum in Hamburg-Niendorf
Diese Liste von Kunst im öffentlichen Raum in Hamburg-Niendorf enthält dauerhaft aufgestellte Kunstwerke auf dem Gebiet des Stadtteils Niendorf der Freien und Hansestadt Hamburg, die sich im öffentlichen Raum befinden und von anerkannten Künstlern und Künstlerinnen geschaffen wurden. Viele dieser Kunstwerke sind durch das Programm Kunst am Bau (und dessen Folgeprogramme) gefördert oder mit öffentlichen Geldern angekauft worden, dies ist aber keine Voraussetzung für die Aufnahme. Ebenso mögen einige dieser Kunstwerke als Kulturdenkmal geschützt sein, aber auch das ist keine Voraussetzung für die Aufnahme in diese Liste.
Bauschmuck ist im Normalfall im Artikel über das Bauwerk darzustellen, und gehört nicht in diese Liste. Streetart kann Aufnahme in die Liste finden, wenn es zu dem konkreten Kunstwerk eine ausführliche Rezeption in der Kunstwissenschaft gibt und ein enzyklopädischer Artikel über die Streetart-Künstler oder -Künstlerin existiert oder vorstellbar wäre. Denkmäler, die an eine Person oder ein Ereignis erinnern, können in die Liste aufgenommen werden, wenn sie ob ihrer zumeist plastischen Gestaltung als Kunstwerk gelten können. Bei reinen Gedenktafeln ist das normalerweise nicht der Fall.
Basis der Zusammenstellung sind Datensätze der Hamburger Kulturbehörde von 2012 und 2018, eine Veröffentlichung der SAGA GWG von 2008, und verschiedene Veröffentlichungen von Kunsthistorikern zum Thema. Eine abschließende Liste von Literatur kann es nicht geben, jedoch ist für jeden Eintrag in die Liste ein konkreter Verweis auf eine amtliche Liste oder anerkannte Sekundärliteratur erforderlich.
Gestohlene oder zerstörte Kunstwerke, die ehemals in Hamburg-Niendorf aufgestellt waren, sind in einer separaten Liste aufgeführt.

## Legende
- Lage: Nennt die nächstgelegene Straße und, wenn vorhanden und sinnvoll, das nächstgelegene Bauwerk (mit Hausnummer) oder das umgebende Gebiet (z. B. einen Park) und gibt nötigenfalls Hinweise zur genauen Lage. Darunter werden - wenn vorhanden - auch die Geo-Koordinaten und das Wikidata-Logo als Verweis auf das Wikidata-Objekt angegeben. Die Spalte ist nach der Adresse sortierbar.
- Künstler/in: Name des Künstlers oder der Künstlerin, die das Kunstwerk geschaffen haben, verlinkt mit dem Wikipedia-Artikel zur Person. Die Spalte ist nach dem Nachnamen sortierbar.
- Beschreibung: Kurzbeschreibung des Werks, immer zuerst: Werktitel (kursiv), dann möglichst Material, Stil, Größe, Dargestelltes, Art der Förderung
- Jahr: Jahr der Fertigstellung des Kunstwerkes, wenn unbekannt dann das Jahr der Aufstellung. Hier kann nur ein einziges Jahr angegeben werden, kein Zeitraum. Weitere zeitliche Details zur Schaffung des Kunstwerkes (von–bis) können in der Beschreibung angegeben werden.
- Quelle: Kulturbehörde, SAGA, Literatur, jeweils mit Fußnote. Diese Angabe ist für eine Aufnahme in die Liste verpflichtend.
- Bild: Bild des Kunstwerks, mit Link auf Commons-Kategorie wenn vorhanden

Hinweis: Die Grundsortierung der Liste erfolgt nach der Adresse. Die Liste ist alternativ nach Künstler, Werktitel, Datierung oder Quelle sortierbar.

## Liste
| Lage                                                                                              | Künstler                                | Beschreibung | Jahr    | Quelle        | Bild |  |
| ------------------------------------------------------------------------------------------------- | --------------------------------------- | --- | ------- | ------------- | --- |  |
| Bindfeldweg 30 Kita Bindfeldweg, außen über dem Haupteingang (Lage)                               | Gerd Struckmeyer                        | Wandgestaltung Farbfelder in einem Raster (16 × 4), Anschaffung mit Mitteln des Programms „Kunst am Bau“ | 1969    | Kulturbehörde | weitere Bilder |  |
| Bindfeldweg 37 Schule Bindfeldweg, östlicher Schulhof („Eulenhof“) (Lage)                         | Hans Kock                               | Eulenturm Die Granitstele zeigt eine überlebensgroße Eule auf einem stilisieren Baum. Anschaffung im Rahmen des Programms „Kunst am Bau“. | 1957    | Kulturbehörde | weitere Bilder |  |
| Bindfeldweg 37 Schule Bindfeldweg, an Mauerflächen des Verbindungsganges (Lage)                   | Ernst Witt                              | Farbenspiel Zwei Wandarbeiten aus glasierter Keramik, Anschaffung im Rahmen des Programms „Kunst am Bau“. | 1958    | Kulturbehörde | weitere Bilder |  |
| Bindfeldweg 37 Schule Bindfeldweg, vor Eingang Schulbüro (Lage)                                   | Ursula Querner                          | Kind mit Kette Bronzestatue eines Mädchens mit Halskette, nach der Tochter der Künstlerin auch „Florentine“ genannt. Versetzt von der geschlossenen Schule am Lokstedter Holt, die in die Schule Bindfeldweg umzog. Anschaffung im Rahmen des Programms „Kunst am Bau“. | 1957    | Kulturbehörde | weitere Bilder |  |
| Bondenwald 14 b Gymnasium Bondenwald, Kreuzbau (Lage)                                             | Karl August Ohrt                        | Drei Reliefs Drei Reliefs („Ruhende Jungen“, „Stiere“, „Häusliche Szene“) KaB | 1958    | Kulturbehörde | Bild gesucht Die Wikipedia wünscht sich an dieser Stelle ein Bild vom Ort mit diesen Koordinaten 53.62307 9.93768 . Motiv: Bondenwald 14 b Falls du dabei helfen möchtest, erklärt die Anleitung , wie das geht. BW                 |  |
| Bondenwald 14 b Gymnasium Bondenwald, im Schulhof (Lage)                                          | Richard Steffen                         | Sitzende KaB | 1961    | Kulturbehörde | Bild gesucht Die Wikipedia wünscht sich an dieser Stelle ein Bild vom Ort mit diesen Koordinaten 53.6228346 9.9374489 . Motiv: Bondenwald 14 b Falls du dabei helfen möchtest, erklärt die Anleitung , wie das geht. BW             |  |
| Burgunderweg 2 Schule Burgunderweg, nördlich des Hauptgebäudes (Lage)                             | Werner Michaelis                        | Signale Stahlskulptur, bestehend aus einem Metallgerüst, an dem dreidimensionale Stahlelemente aus geometrischen Grundformen angebracht sind. Alternativer Werkname „Signalturm“, Ankauf im Programm „Kunst am Bau“. | 1972    | Kulturbehörde | weitere Bilder |  |
| Duderstädter Weg Grünanlagen (Lage)                                                               | Kurt Bauer                              | Drei Fischotter Bronze | 1965    | Zabel         | Bild gesucht Die Wikipedia wünscht sich an dieser Stelle ein Bild vom Ort mit diesen Koordinaten 53.63683 9.94758 . Motiv: Duderstädter Weg Falls du dabei helfen möchtest, erklärt die Anleitung , wie das geht. BW                |  |
| Ernst-Mittelbach-Ring U-Bahnhof Niendorf-Nord, Nordausgang (Lage)                                 | Thomas Schütte                          | Tisch (Gedenkstätte für 11 Widerstandskämpfer) KiöR, Opferdenkmal, auch als "Tisch und Stühle" bezeichnet | 1985    | Kulturbehörde | weitere Bilder |  |
| Ernst-Mittelbach-Ring 55 (Lage)                                                                   | Gisela Engelin-Hommes                   | Lautenspieler Bronze | 1977    | Zabel         | Bild gesucht Die Wikipedia wünscht sich an dieser Stelle ein Bild vom Ort mit diesen Koordinaten 53.64077 9.94876 . Motiv: Ernst-Mittelbach-Ring 55 Falls du dabei helfen möchtest, erklärt die Anleitung , wie das geht. BW        |  |
| Garstedter Weg 13 Ortsamt Lokstedt, Eingangspodest                                                | Werner Michaelis                        | Gefüge KaB | 1965    | Kulturbehörde | weitere Bilder |  |
| Garstedter Weg 24 Polizei, vor dem Gebäude (Lage)                                                 | Gustav Seitz                            | Der Hüter KaB | 1960    | Kulturbehörde | weitere Bilder |  |
| Niendorfer Kirchenweg 18 St. Ansgar (Lage)                                                        | Walter Mellmann                         | Moses-Brunnen Bronze | 1986    | Zabel         | weitere Bilder |  |
| Niendorfer Marktplatz 10–24 (Lage)                                                                | Leonhard Paravicini                     | Knabe mit Gans Brunnenfigur aus Bronze, die einen Knaben zeigt, der mit einer Gans ringt. (Alternativer Werktitel: "Gänsewürger") Die Skulptur wurde in den 1950er Jahren aufgestellt, als hier im Zuge des Weiteraufbaus und Umgestaltung des Niendorfer Marktplatz ein Brunnen gebaut wurde. Die Bronze ist eine Kopie einer Figur vom Basler Centralbahnplatz, die dort 1866 in der Elisabethenanlage aufgestellt wurde. Die Kopie wurde im Privatauftrag des Bauunternehmers angefertigt, der den Niendorfer Markt umbaute. Der Brunnen in Hamburg wurde zur Grünanlage umgestaltet, aber die Figur befindet sich noch hier. |         | Kulturbehörde | Bild gesucht Die Wikipedia wünscht sich an dieser Stelle ein Bild vom Ort mit diesen Koordinaten 53.6181458 9.9499463 . Motiv: Niendorfer Marktplatz 10–24 Falls du dabei helfen möchtest, erklärt die Anleitung , wie das geht. BW |  |
| Niendorfer Marktplatz 5–7 Anna-Warburg-Schule, Pausenhof (Lage)                                   | Hans-Werner Peters                      | Freiplastik KaB | 1971    | Kulturbehörde | Bild gesucht Die Wikipedia wünscht sich an dieser Stelle ein Bild vom Ort mit diesen Koordinaten 53.61779 9.94742 . Motiv: Niendorfer Marktplatz 5–7 Falls du dabei helfen möchtest, erklärt die Anleitung , wie das geht. BW       |  |
| Paul-Sorge-Straße 143 Am Wernigeroder Weg (Lage)                                                  | Kurt Bauer                              | Wildschaf Bronze | 1966    | Zabel         | weitere Bilder |  |
| Paul-Sorge-Straße 133–135 Stadtteilschule Niendorf, innerer Pausenhof (Lage)                      | Robert Müller-Warnke                    | Männliche Figur im Doppelstamm KaB | 1957–58 | Kulturbehörde | weitere Bilder |  |
| Paul-Sorge-Straße 133–135 Stadtteilschule Niendorf, Außenwand am Verb.- Gang, Nische in Längswand | Annette Caspar                          | Wasser, Luft, Erde (3 Wandbilder) KaB | 1957    | Kulturbehörde | |  |
| Paul-Sorge-Straße 133–135 Stadtteilschule Niendorf, Eingangshalle                                 | Wolf E. Schultz                         | Linsen Zugang unklar, vermutlich Direktauftrag Schule | 1986    | Kulturbehörde | |  |
| Paul-Sorge-Straße 133–135 Stadtteilschule Niendorf, Schulhof (Lage)                               | Maria Pirwitz                           | Große Liegende Ursprünglich war die Bronzeskulptur am Haupteingang auf einem Sockel aufgestellt, nun ohne Sockel auf dem Schulhof auf der Nordseite des Neubaus. Anschaffung im Rahmen des Programms „Kunst am Bau“. | 1962    | Kulturbehörde | weitere Bilder |  |
| Paul-Sorge-Straße 133–135 Stadtteilschule Niendorf, Seiteneingang Hausmeister                     | Martin Irwahn                           | Lesendes Kinderpaar KaB | 1951    | Kulturbehörde | |  |
| Sethweg 56 Schule Sethweg (Lage)                                                                  | Max H. Mahlmann                         | Geschichtete Wand Stein | 1968    | Zabel         | Bild gesucht Die Wikipedia wünscht sich an dieser Stelle ein Bild vom Ort mit diesen Koordinaten 53.63427 9.94293 . Motiv: Sethweg 56 Falls du dabei helfen möchtest, erklärt die Anleitung , wie das geht. BW                      |  |
| Tibarg 13 (Lage)                                                                                  | Albert Woebcke                          | Sitzende Bronze | 1928    | Zabel         | weitere Bilder |  |
| Tibarg 34 An der Wand des Verbindungsgangs zur Lippert`schen Villa (Lage)                         | Herbert Spangenberg                     | Vögel im Nest Die (zweiteilige?) Arbeit wurde zum Neubau der damals zur Hauswirtschaftsschule gehörenden Schule aus Mitteln des Programm „Kunst am Bau“ angekauft. Dargestellt werden zwei Küken im Nest, die ihre Schnäbel aufsperren, daneben ein größerer Vogel am Nestrand. Das Sgraffito in schwarz und weiß ist leicht abstrahiert. | 1955    | Kulturbehörde | weitere Bilder |  |
| U-Bahnhof Niendorf-Nord (Lage)                                                                    | Rolf Laute                              | Wandbilder Schippelsweg Zweimal 12-teiliges Keramikmosaik | 1991    | Kunst@SH      | Bild gesucht Die Wikipedia wünscht sich an dieser Stelle ein Bild vom Ort mit diesen Koordinaten 53.6408535 9.9501122 . Motiv: U-Bahnhof Niendorf-Nord Falls du dabei helfen möchtest, erklärt die Anleitung , wie das geht. BW     |  |
| U-Bahnhof Schippelsweg (Lage)                                                                     | Ursula Talkenberg und Günter Talkenberg | Wandbilder Schippelsweg Ländliche Szenen | 1991    | Kunst@SH      | Bild gesucht Die Wikipedia wünscht sich an dieser Stelle ein Bild vom Ort mit diesen Koordinaten 53.6352958 9.9525076 . Motiv: U-Bahnhof Schippelsweg Falls du dabei helfen möchtest, erklärt die Anleitung , wie das geht. BW      |  |
| Vielohweg 124b (Lage)                                                                             | Kurt Bauer                              | Luchs Bronze | 1968    | Zabel         | weitere Bilder |  |
| Vielohweg 132c (Lage)                                                                             | Kurt Bauer                              | Wolf Bronze | 1970    | Zabel         | weitere Bilder |  |
| Wagrierweg 31 (Lage)                                                                              | Martin Irwahn                           | Reiter mit zwei Pferden Bronze | 1968    | Zabel         | weitere Bilder |  |